# ابراهیم بیهقی
ابراهیم بیهقی (قرن ۳ یا ۴ ق / قرن ۹ یا ۱۰ م) ادیب ایرانی بود. تنها اثر بر جای مانده از او المحاسن و المَساوی به زبان عربی است که اولین نمونه در نوع ادبی «زشت و زیبا» یا «شایست و نشایست» به شمار می‌رود. از شرح زندگانی او سخنی به میان نرفته ولی از روی نام او حدس می‌زنند که اهل بیهق بوده باشد. زمان زندگی‌اش را از روی قرائنی در کتابش به دست آورده‌اند و با توجه محتوای کتابش حدس می‌زنند شیعه زیدی بوده باشد. از کتاب او تنها یک نسخهٔ خطی باقی مانده اما همان کتاب در زمان خود بسیار تأثیرگذار بوده به نحوی که آثارش در المحاسن و الاضداد منسوب به جاحظ آشکار است.